# Turbach
Turbach est un village suisse du canton de Berne, d'environ 200 habitants, appartenant à la commune de Gessenay et se situant sur les hauteurs de Gstaad. Les bains de Turbach étaient réputés au XVIIIe siècle et au XIXe siècle.

## Réputation
Turbach est connu des touristes pour :
- Le chemin du col de Trüttlisberg
- Sa piste de ski de fond de Turbach montant dans la vallée
- Chemins de promenade et aires de pique-nique au bord du ruisseau Turbach avec étapes explicatives sur l'histoire de la région.